# Svatopluk Němeček
Pour les articles homonymes, voir Němeček.
Svatopluk Němeček, né le 23 février 1972 à Bohumín, est un homme politique tchèque membre du Parti social-démocrate tchèque (ČSSD). Il est ministre de la Santé du 29 janvier 2014 au 30 novembre 2016.

## Biographie

### Engagement politique
En 1994, il est élu au conseil municipal de Bohumín. Au cours de son mandat de quatre ans, il adhère au ČSSD. Systématiquement réélu, il est adjoint au maire entre 2006 et 2010. À l'occasion des élections régionales de 2012, il fait son entrée au conseil régional de Moravie-Silésie.
Il est nommé ministre de la Santé le 29 janvier 2014.